# كلوديا أوهانا
ماريا كلوديا كارنيرو سيلفا (بالبرتغالية: Cláudia Ohana‏) (ولدت في 6 فبراير 1963) معروفة باسم كلوديا أوهانا (على اسم أمها نازاريت أوهانا سيلفا) هي ممثلة ومغنية برازيلية من أصل يهودي.
اشتهرت في البرازيل لتجسيدها دور مصاصة الدماء ناتاشا في المسلسل التلفزيوني «فامب» في عام 1991، لكن شهرتها العالمية ترجع إلى فيلم «إيرينديرا» في عام 1983.
هي ابنة صانعة الأفلام نازاريت أوهانا سيلفا، التي ماتت عام 1978 والرسام أرتور خوسيه كارنيرو. ولها شقيقة كبرى هي كريستينا وأخ غير شقيق هو الكاتب جون إيمانويل كارنيرو.
برغم أنها ابنة صانعة الأفلام نازاريت أوهانا، إلا أنها تربت عند خالتها من الأم دينيس أوهانا. تزوجت صانع الأفلام روي جويرا بين عامي 1981 و1984، وأنجبت ابنة اسمها داندارا غيرا والتي ولدت عام 1983 والتي صارت ممثلة. تعرت لمجلة بلاي بوي الإباحية للمرة الأولى عام 1985 ومرة أخرى عام 2008.

## روابط خارجية
- كلوديا أوهانا على موقع IMDb (الإنجليزية)
- كلوديا أوهانا على موقع ألو سيني (الفرنسية)
- كلوديا أوهانا على موقع ميوزك برينز (الإنجليزية)
- كلوديا أوهانا على موقع أول موفي (الإنجليزية)
- كلوديا أوهانا على موقع قاعدة بيانات الأفلام السويدية (السويدية)
- كلوديا أوهانا على موقع قاعدة بيانات الفيلم (الإنجليزية)
- كلوديا أوهانا على موقع كينوبويسك (الروسية)